# 红炉镇
红炉镇，是中华人民共和国重庆市永川区下辖的一个乡镇级行政单位。

## 行政区划
红炉镇下辖以下地区：
红欣社区、周家院社区、四合厂社区、新店社区、红石村、红庆村、万胜村、龙井口村和会龙桥村。

## 历史
1992年10月撒区并乡建镇时，由原永川县红炉乡、新店乡和罗汉乡撤并而建。